# Tüsn
Tüsn est un groupe allemand de synthpop, originaire de Berlin.

## Histoire
Le chanteur et compositeur Stefan « Snöt » Fehling et le batteur Tomas Golabski se sont rencontrés pendant leurs études dans le nord de la Hesse. À Berlin, le trio est complété par Daniel Kokavecz à la basse. Fin 2014, Tüsn sort son premier single Schwarzmarkt (Universal/Vertigo). En 2015, ils font notamment la première partie de The Airborne Toxic Event et de Marilyn Manson. Il est dit que l'artiste américain a personnellement choisi le groupe pour assurer sa première partie. Suivent des apparitions dans des festivals, entre autres à Rock am Ring, Rock im Park, le Melt Festival et des premières apparitions à la télévision dans Inas Nacht et Circus HalliGalli,,,. Leur premier album Schuld (Universal/Vertigo) sort début 2016, et se classe 74e dans les charts allemands des albums,. La même année, Tüsn accompagne le groupe britannique Hurts en première partie de leur tournée européenne en Allemagne.
En 2019, Tüsn publie un autre album, Trendelburg, en auto-édition (distribué par Soulfood). En avril 2022, Tüsn annonce sa collaboration avec le label Redfield Records. C'est là que sort le mois suivant le single préliminaire Was hast du heute Abend vor ? et en janvier 2023 son troisième album Am Ende bleibt dir nichts.

## Discographie

### Albums studio
- 2016 : Schuld
- 2019 : Trendelburg
- 2023 : Am Ende bleibt dir nichts

### Singles
- 2014 : Schwarzmarkt
- 2015 : Zwang
- 2015 : Hannibal
- 2015 : Ewig allein
- 2016 : Humboldt
- 2016 : In schwarzen Gedanken
- 2018 : Made in Germany
- 2018 : Kranke Heile Welt[12]
- 2022 : Was hast du heute Abend vor?